# John Niemeyer Findlay
John Niemeyer Findlay, auch bekannt als J. N. Findlay (* 25. November 1903 in Pretoria; † 27. September 1987), war ein südafrikanischer Philosoph. Findlay war Mitglied der British Academy und der American Academy of Arts and Sciences. Er war im wissenschaftlichen Beirat der Zeitschrift Dionysius. Nach ihm sind ein Lehrstuhl für Gastprofessuren an der Boston University und die zweijährlich vergebene Auszeichnung der Metaphysical Society of America für die beste Neuerscheinung auf dem Gebiet der Metaphysik benannt.

## Akademischer Werdegang
Findlay studierte Altertumswissenschaften und Philosophie zunächst an der University of Pretoria und schließlich von 1924 bis 1926 als Rhodes-Stipendiat am Balliol College in Oxford. Ein Promotionsstudium bei Ernst Mally an der Universität Graz schloss er 1933 mit dem Doktor ab. Findlay war Professor für Philosophie an der University of Pretoria und an der University of Otago in Neuseeland, am Rhodes University in Grahamstown, an der University of Natal in Pietermaritzburg, am King’s College in Newcastle upon Tyne und am King’s College London. Nach der Emeritierung von seinem Londoner Lehrstuhl und einem Jahr an der University of Texas at Austin unterrichtete Findlay noch 20 weitere Jahre zunächst als Clark Professor of Metaphysics and Moral Philosophy an der Yale University (1967–1972) und dann als Professor und als Borden Parker Bowne Professor of Philosophy an der Boston University (1972–1987). 1975 wurde er in die American Academy of Arts and Sciences gewählt.

## Werk

### Rationaler Mystizismus
Gegen den Trend der Analytischen Philosophie und des Naturalismus bzw. der Philosophie der Natürlichen Sprache vertrat Findlay eine phänomenologische Position, machte sich für einen Neo-Hegelianismus stark und verfasste von Theosophie, Buddhismus, Neuplatonismus und Idealismus durchdrungene Werke. In seinen Werken aus den 1960er Jahren darunter zwei Reihen der Gifford Lectures, entwickelte Findlay einen „Rationalen Mystizismus“, demzufolge sich philosophische Probleme des Zusammenhangs von Einzelding und Allgemeinbegriff, Körper und Geist, Wissen und externer Welt, des Solipsismus, der Willensfreiheit und des Determinismus, von Zweck- und Kausalursache, Gerechtigkeit und Moral etc. grundlegende Erfahrungen von tiefen Widerspruchen und Absurditäten zum Ausdruck bringen. Findlay kommt zu dem Schluss, dass es notwendig ist, höhere Sphären („latitudes“) anzunehmen, die die Individualität und kategorische Verschiedenheit sowie die körperlichen Grenzen der Gegenstände verblassen lassen, so dass sie auf der höchsten Ebene ganz verschwinden. Diese Ebene identifiziert Findlay mit Hegels Idee des Absoluten.

### Edmund Husserl
Findlay übersetzte Husserls Logische Untersuchungen ins Englische. Er hielt sie für Husserls wichtigstes Werk, da sie ein Entwicklungsstadium der Phänomenologie darstelle, in der die phänomenologische Reduktion („epoché“) noch nicht zur Basis eines Philosophischen Systems geworden ist, sondern eine subjektivistische Position ausmacht. Für Findlay stellt das Werk einen Höhepunkt der Philosophie dar, da es sowohl dem reduktionistischen Naturalismus in der Ontologie als auch der Philosophie der natürlichen Sprache in der Erkenntnistheorie und Bewusstseinsphilosophie überlegen sei.

### Ludwig Wittgenstein
Findlay war zunächst Anhänger, dann aber scharfer Kritiker von Ludwig Wittgenstein. Findlay wies alle Versuche Wittgensteins um eine Theorie der Bedeutung zurück. Gegen die Gebrauchstheorie der Bedeutung, wie sie von Wittgenstein in seinen späteren Jahren und seinen Schülern vertreten wurde, brachte er vor, dass eine Untersuchung der Bedeutung eines Zeichens ohne Berücksichtigung von begrifflichem Gehalt und mitgetragenen Vorstellungen, Implikation und Syntax unzureichend bleiben muss, und das die Bedeutung sprachlicher Zeichen voraussetzt, dass Bewusstseinsinhalte und Sachverhalte in der Welt unabhängig von ihnen gegeben sind.

## Veröffentlichungen

### Monographien und Sammelbände
- Meinong’s Theory of Objects, Oxford University Press, 1933; 2nd ed. as Meinong’s Theory of Objects and Values, 1963
- Hegel: A Re-examination, London: Allen & Unwin/New York: Macmillan, 1958
- Values and Intentions, London: Allen & Unwin, 1961
- Language, Mind and Value, London: Allen & Unwin/New York: Humanities Press, 1963
- The Discipline of the Cave, London: Allen & Unwin/New York: Humanities Press, 1966 (Gifford Lectures 1964–1965)[9]
- The Transcendence of the Cave, London: Allen & Unwin/New York: Humanities Press, 1967 (Gifford Lectures 1965–1966)[10]
- Axiological Ethics, London: Macmillan, 1970
- Ascent to the Absolute, London: Allen & Unwin/New York: Humanities Press, 1970
- Psyche and Cerebrum, Milwaukee: Marquette University Press, 1972
- Plato: The Written and Unwritten Doctrines, London: Routledge and Kegan Paul/New York: Humanities Press, 1974
- Plato and Platonism, New York: New York Times Book Co., 1976
- Kant and the Transcendental Object, Oxford: Clarendon Press, 1981
- Wittgenstein: A Critique, London: Routledge and Kegan Paul, 1984

### Aufsätze
- „Time: A Treatment of Some Puzzles“, Australasian Journal of Psychology and Philosophy, Vol. 19, Issue 13 (December 1941): 216-235.
- „Morality by Conventions“, Mind, Vol. 33, No. 210 (1944): 142-169
- „Can God’s Existence Be Disproved?“, Mind, Vol. 37, No. 226 (1948): 176-183; reprinted with discussion in Flew, A. and MacIntyre, A. C. (Hrsg.): New Essays in Philosophical Theology, New York: Macmillan, 1955 online
- „Linguistic Approach to Psychophysics“, Proceedings of the Aristotelian Society, 1949–1950
- „The Justification of Attitudes“, Mind, Vol. 43, No. 250 (1954): 145-161
- „Use, Usage and Meaning“, Proceedings of the Aristotelian Society, Supplementary Volumes, Vol. 35 (1961), S. 223–242 (sfu.ca (PDF; 504 kB) )
- „Foreword“, in Hegel’s Logic, Being Part One of The Encyclopaedia of the Philosophical Sciences (1830), Clarendon Press, 1975, ISBN 0-19-824512-2 online
- „Analysis of the Text“, in Phenomenology of Spirit, Oxford University Press, 1977: 495-592, ISBN 978-0-19-824597-1 marxists.org
- „The Myths of Plato“, Dionysius, Volume II (1978): 19-34